# Гонсалес, Эдгар Даниэль
Эдгар Даниэль Гонсалес Бритес (исп. Edgar Daniel González Brítez; 4 октября 1979, Асунсьон, Парагвай) — парагвайский футболист, полузащитник сборной Парагвая. 

## Клубная карьера
Гонсалес начал свою карьеру в «Гуарани». В 2000 году он дебютировал в парагвайском Примере. В 2002 году Эдгар для получения игровой практики выступал за «Депортиво Реколета». В 2006 году он покинул команду и на протяжении сезона выступал за «Серро Портеньо». В 2007 году Гонсалес перешёл в аргентинский «Эстудиантес». В том же году он дебютировал в аргентинской Примере. В 2008 году Эдгар в поисках игровой практики вернулся на родину, присоединившись к столичной «Олимпии». Летом 2009 года Гонсалес был арендован перуанским «Альянса Лима». 17 сентября в матче против «Спорт Анкаш» он дебютировал в перуанской Примере. 22 февраля 2010 года в поединке против «Альянса Атлетико» Эдгар забил свой первый гол за «Альянса Лима». Летом 2012 года Гонсалес вернулся в «Серро Портеньо», где и завершил карьеру по окончании сезона. 

## Международная карьера
В 2003 году Гонаслес дебютировал за сборную Парагвая. В 2007 году Эдгар принял участие на Кубке Америки в Венесуэле. На турнире он принял участие в матче против команды Аргентины.